# 4月25日大橋

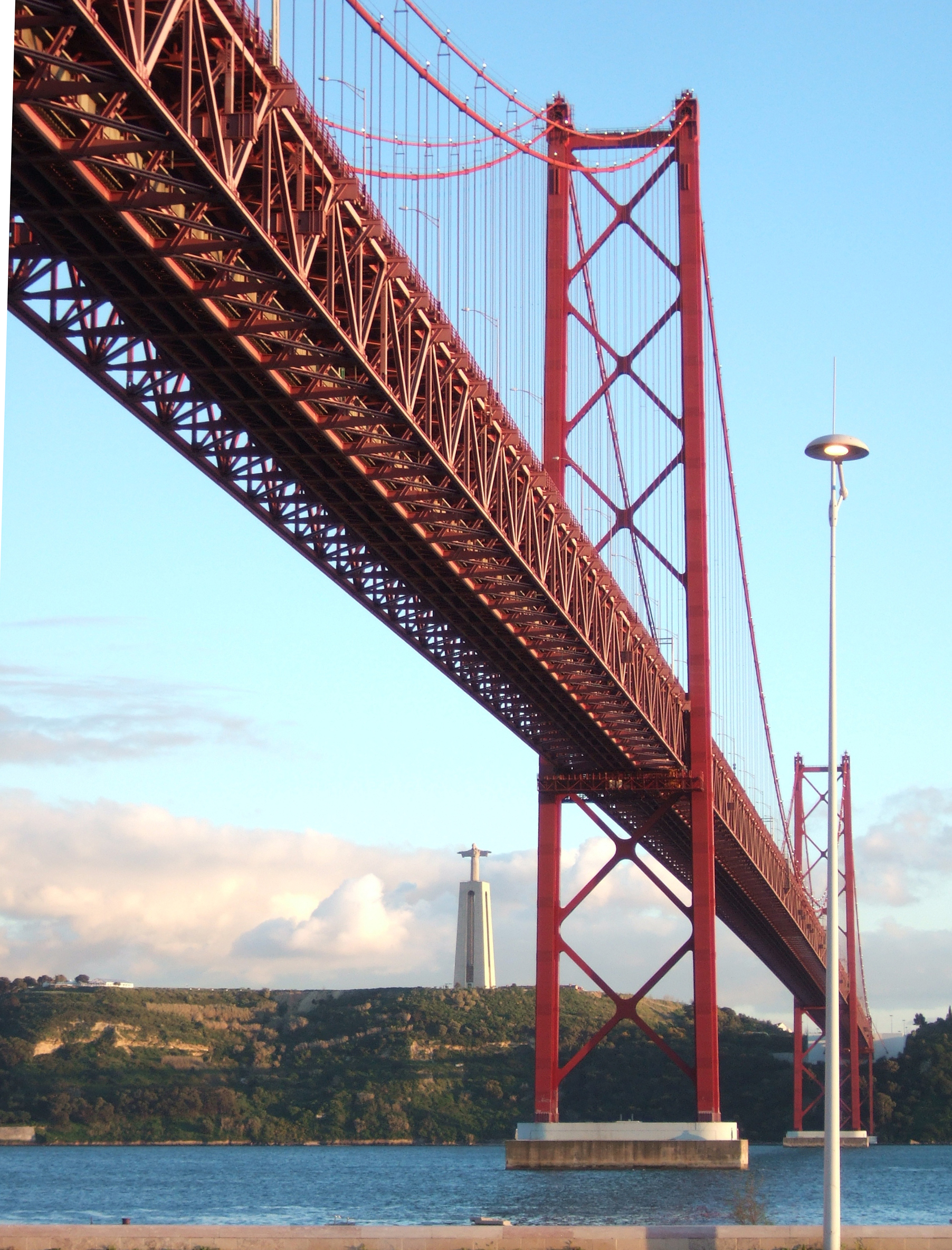
4月25日大橋

38°41′27.0″N 09°10′39.0″W / 38.690833°N 9.177500°W
4月25日大橋（葡萄牙語：Ponte 25 de Abril）是葡萄牙一座橫跨塔霍河的鐵路公路共用懸索橋，連接首都里斯本和對岸的阿爾馬德。全長2,277.64公尺，上層六線行車，下層有雙軌鐵路。
1966年8月6日通車，原名薩拉查大橋（葡萄牙語：Ponte Salazar），康乃馨革命後改名。1999年加設火車月台。